# ジョン・フレイザー (視覚効果スーパーバイザー)
ジョン・フレイザー（John Frazier, 1944年9月23日 - ）は、アメリカ合衆国の視覚効果スーパーバイザーである。1970年代から100作品以上にクレジットされており、『スパイダーマン2』（2002年）でアカデミー賞視覚効果賞を受賞した。

## 受賞とノミネート
| 賞               | 年   | 部門           | 作品名                                        | 結果       |
| ---------------- | ---- | -------------- | --------------------------------------------- | ---------- |
| アカデミー賞     | 1996 | 視覚効果賞     | ツイスター                                    | ノミネート |
| アカデミー賞     | 1998 | 視覚効果賞     | アルマゲドン                                  | ノミネート |
| アカデミー賞     | 2000 | 視覚効果賞     | パーフェクト ストーム                         | ノミネート |
| アカデミー賞     | 2001 | 視覚効果賞     | パール・ハーバー                              | ノミネート |
| アカデミー賞     | 2002 | 視覚効果賞     | スパイダーマン                                | ノミネート |
| アカデミー賞     | 2004 | 視覚効果賞     | スパイダーマン2                               | 受賞       |
| アカデミー賞     | 2006 | 視覚効果賞     | ポセイドン                                    | ノミネート |
| アカデミー賞     | 2007 | 視覚効果賞     | パイレーツ・オブ・カリビアン/ワールド・エンド | ノミネート |
| アカデミー賞     | 2007 | 視覚効果賞     | トランスフォーマー                            | ノミネート |
| アカデミー賞     | 2011 | 視覚効果賞     | トランスフォーマー/ダークサイド・ムーン       | ノミネート |
| アカデミー賞     | 2013 | 視覚効果賞     | ローン・レンジャー                            | ノミネート |
| 英国アカデミー賞 | 1994 | 特殊視覚効果賞 | スピード                                      | ノミネート |
| 英国アカデミー賞 | 1996 | 特殊視覚効果賞 | ツイスター                                    | 受賞       |
| 英国アカデミー賞 | 2000 | 特殊視覚効果賞 | パーフェクト ストーム                         | 受賞       |
| 英国アカデミー賞 | 2002 | 特殊視覚効果賞 | スパイダーマン                                | ノミネート |
| 英国アカデミー賞 | 2004 | 特殊視覚効果賞 | スパイダーマン2                               | ノミネート |
| 英国アカデミー賞 | 2007 | 特殊視覚効果賞 | スパイダーマン3                               | ノミネート |
| 英国アカデミー賞 | 2007 | 特殊視覚効果賞 | パイレーツ・オブ・カリビアン/ワールド・エンド | ノミネート |